# Oleg Romantsev
Oleg Ivanovitsj Romantsev (Russisch: Олег Иванович Романцев) (Oblast Rjazan, 4 januari 1954) is een in de Sovjet-Unie geboren Russisch voetbalcoach en voormalig voetballer. Als speler was hij een centrumverdediger. Van 1994 tot 1996 en van 1998 tot 2002 was Romantsev bondscoach van het Russisch voetbalelftal.

## Clubcarrière
Romantsev, meestal spelend als centrale verdediger, won de Pervaja Liga met Spartak Moskou in 1977. Dat was destijds de tweede hoogste divisie in de toenmalige Sovjet-Unie. Twee jaar later, in 1979, werden Spartak en Romantsev kampioen van de hoogste Top League, voor FK Sjachtar Donetsk uit het huidige Oekraïne. Dit was indertijd de 10e landstitel uit het bestaan van Spartak Moskou. Hij verloor in 1981 met Spartak Moskou de bekerfinale van de Sovjet-Unie met 0–1 tegen SKA Rostov aan de Don.

## Interlandcarrière
In 1980 behaalde Romantsev een bronzen medaille met het voetbalelftal van de Sovjet-Unie op de in eigen land gehouden Olympische Zomerspelen 1980 te Moskou. Hij speelde negen interlands voor de Sovjet-Unie, waarin hij niet scoorde.

### Olympische Spelen
| Olympische Zomerspelen 1980               | Goud | Zilver | Brons | Olympische Zomerspelen 1980 |
| Voetbal op de Olympische Zomerspelen 1980 | 0    | 0      | 1     |                             |

## Trainerscarrière
In 1983 beeïndigde Romantsev zijn loopbaan als speler en begon aan wat een rijkgevulde carrière als coach zou worden. Hij werd gedurende de jaren negentig van de 20e eeuw maar liefst acht keer landskampioen van Rusland (Premjer-Liga) als trainer van Spartak Moskou, waarmee hij ook als speler succes boekte. Daarnaast won hij zes keer de GOS-beker, een keer de Beker van de Sovjet-Unie en drie keer de Russische voetbalbeker met Spartak Moskou. Oleg Romantsev geldt bij de club uit de Russische hoofdstad dan ook als een clubicoon.
Tussendoor was hij een eerste maal bondscoach van het Russisch voetbalelftal (1994–1996) als opvolger van Pavel Sadyrin, die was ontslagen na een tegenvallend WK 1994 in de Verenigde Staten. Romantsev leidde de Russen naar het Europees kampioenschap voetbal 1996, dat georganiseerd werd door Engeland.
Vijf jaar later, in 2001, kwalificeerde Rusland zich onder Romantsevs leiding alweer voor een groot landentoernooi: het wereldkampioenschap voetbal 2002. Romantsev had Anatolij Bysjovets in 2000 in feite met veel tegenzin afgelost nadat Bysjovets er niet in geslaagd was Rusland naar het Europees kampioenschap voetbal 2000 in Nederland en België te loodsen. Men overtuigde Romantsev om terug te keren als bondscoach. Op het WK 2002 in Japan en Zuid-Korea was de groepsfase echter meteen het eindstation. België en dan met name aanvoerder Marc Wilmots diende de doodsteek toe met een 3–2 zege. Romantsev zei nog lang voor zijn tweede aanstelling: "Ik kan niets bereiken in ons [Russisch] voetbalmilieu."
Tijdens de latere stadia van zijn trainerscarrière was Romantsev coach van Satoern Ramenskoje (2003–2004) en Dinamo Moskou (2004–2005).

## Erelijst als trainer
| Premjer-Liga             | 8x | 1992, 1993, 1994, 1997, 1998, 1999, 2000, 2001 |
| Russische voetbalbeker   | 3x | 1994, 1998, 2001                               |
| GOS-beker                | 6x | 1993, 1994, 1995, 1999, 2000, 2001             |
| Beker van de Sovjet-Unie | 1x | 1992                                           |

1 Dasajev ·
2 Soelakvelidze ·
3 Tsjivadze  ·
4 Chidijatoellin ·
5 Baltatsja ·
6 Demjanenko ·
7 Sjengelia ·
8 Bezsonov ·
9 Gavrilov ·
10 Hovhannesjan ·
11 Blochin ·
12 Bal ·
13 Daraselia · 
14 Borowski ·
15 Andrejev ·
16 Rodionov ·
17 Boerjak ·
18 Soesloparov ·
19 Jevtoesjenko ·
20 Romantsev ·
21 Viktor Tsjanov ·
22 Vjatsjeslav Tsjanov ·
Coach: Beskov
1 Charin ·
2 Tetradze ·
3 Nikiforov ·
4 Tsymbalar ·
5 Kovtoen ·
6 Karpin ·
7 Onopko  ·
8 Kantsjelskis ·
9 Kolyvanov ·
10 Mostovoj ·
11 Kirjakov ·
12 Tsjertsjesov ·
13 Boesjmanov ·
14 Dobrovolski ·
15 Sjalimov ·
16 Simoetenkov ·
17 Bjestsjastnik ·
18 Janovski ·
19 Radimov ·
20 Gorloekovitsj ·
21 Chochlov ·
22 Ovtsjinnikov ·
Coach: Romantsev
1 Nigmatoellin ·
2 Kovtoen ·
3 Nikiforov ·
4 Smertin ·
5 Solomatin ·
6 Semsjov ·
7 Onopko  ·
8 Karpin ·
9 Titov ·
10 Mostovoj ·
11 Bjestsjastnik ·
12 Tsjertsjesov ·
13 Dajev ·
14 Tsjoegajnov ·
15 Alenitsjev ·
16 Kerzjakov ·
17 Semak ·
18 Sennikov ·
19 Pimenov ·
20 Izmailov ·
21 Chochlov ·
22 Sytsjov ·
23 Filimonov ·
Coach: Romantsev